# Axel Eriksson Stålarm
Axel Eriksson Stålarm, död före 8 mars 1617, var en svensk militär. 

## Biografi
Stålarm var son till Erik Arvidsson och Beata Grabbe. Han skrev 1593 under Uppsala mötes beslut. Stålarm var 19 oktober 1593 fänrik vid en fana ryttare och fick nämnda datum en förläning av spannmål i Raseborgs län. År 1596 deltog han i adelsmötet i Åbo. Stålarm var anhängare av kung Sigismund och hösten 1599 var han bosatt i Reval. Tillsammans med Arvid Wildeman och Anders Boije ansökte han den 16 mars 1600 om hertigens benådning och återfick sedan sina konfiskerade gods. Stålarm deltog i andra polska kriget i Livland och fick i löfte av kung Carl IX 4 juni 1607 att erhålla bidrag vid sin hemkomst. År 1612 skrev han under trohetsförsäkran till kung Gustav II Adolf i Åbo och följde 1614 med hertig Karl Filip till Viborgs slott, då han samma år berkställde utskrivning i Finland. Han blev 8 juni 1615 kommissarie i för Älvsborgs lösen i Tavastehus län och avled före 8 mars 1617.
Stålarm ägde gården Grabbacka slott i Karis socken.

### Familj
Stålarm gifte sig 1598 i Reval med Märta Boije (1578–1627). Hon var dotter till riksrådet Göran Boije och Anna Göransdotter. De fick tillsammans barnen Beata Stålarm (död 1681) som var gift med kvartermästaren Carl Mattsson Pihl och löjtnanten Herman Brand, majoren Göran Axelsson Stålarm, Anna Margareta Sålarm (död 1680) som var gift med ryttmästaren Jakob Bengtsson Sabelhierta, Arvid Axelsson Stålarm, Brita Stålarm som var gift med översten Mikael Cronstierna, överstelöjtnanten Erik Axelsson Stålarm (död 1632), landshövdingen Axel Axelsson Stålarm (död 1656), Gunilla Stålarm (död 1678) som var gift med majoren Christer Henriksson Gyllenhierta, Märta Stålarm, Catharina Stålarm som var gift med majoren Lars Lindelöf, majoren Claes Axelsson Stålarm (död 1643), Hebla Stålarm som var gift med kaptenen Johan Sabelhierta och Nils Stålarm.
Utanför äktenskapet hade han sonen kapten Isak Axelsson Sölfverklinga.